# Мелош, Николас
Николас Мелош (род. 18 июля 1997, Ла-Саль, Квебек) — канадский хоккеист, защитник хоккейного клуба КХЛ «Динамо Минск». На драфте НХЛ 2015 года был выбран командой «Колорадо Эвеланш» под 40-м номером.

## Игровая карьера
Мелош был задрафтован клубом «Драккар Бэ-Комо» в 1-м раунде (15-е место в общем зачёте) драфта юниорской хоккейной лиги Квебека 2013 года. В своём первом сезоне Мелош набрал 25 очков в 54 матчах, установив рекорд франшизы по количеству набранных очков среди защитников-новичков, и его выдающаяся игра была отмечена, когда он был включён в состав команды новичков юниорской хоккейной лиги Квебека сезона 2013/14.
В следующем сезоне он был выбран для участия в составе мужской национальной сборной Канады по хоккею с шайбой среди юношей до 18 лет на турнире памяти Ивана Глинки 2014 года, где он помог Канаде завоевать золотую медаль. Также был приглашён на матч всех звёзд юниорской хоккейной лиги Квебека на Subway Super Series 2014 года и был выбран для участия в матче лучших игроков CHL/NHL 2015 года.
Первоначально оценивался как лучший кандидат, который может быть выбран в первом раунде драфта НХЛ 2015 года. Впоследствии Мелош был выбран «Колорадо Эвеланш» под общим 40-м номером. После посещения тренировочного лагеря в 2015 году Мелош начал сезон 2015/16 с восстановленного «Драккар Бэ-Комо» Несмотря на слабое место в турнирной таблице, лидировав в защите, набрал 16 очков в 25 играх, прежде чем 16 декабря 2015 года его обменяли в «Гатино Олимпикс» в обмен на два пика на драфте. В «Гатино Олимпикс» Мелош больше полагался на игру в обороне, и его вклад в завершение регулярного чемпионата составил 5 голов и 17 очков. Он набрал три очка в 9 матчах плей-офф, прежде чем «Гатино Олимпикс» вылетел во втором раунде.
В своём последнем юниорском сезоне 2016—17 Мелош не смог предотвратить медленный старт «Гатино Олимпикс» в турнирной таблице. Несмотря на то, что Николас лидировал в команде по количеству очков, набрав 21 очко в 26 матчах, 21 декабря 2016 года он был снова обменян в «Шарлоттаун Айлендерс». 6 марта 2017 года было объявлено, что был подписан его первый контракт в НХЛ — трёхлетний контракт новичка с «Колорадо Эвеланш».
Завершив юношескую карьеру, Мелош посетил тренировочный лагерь «Колорадо» в 2017 году и сыграл в первой предсезонной игре, прежде чем 20 сентября 2017 года был переведён в клуб АХЛ «Сан-Антонио Рэмпейдж».
Перед началом сезона 2019/20, не сумев пробиться в НХЛ с клуба АХЛ «Колорадо», 27 сентября 2019 года Мелош был обменян «Сан-Хосе Шаркс» на Антуана Бибо. 6 октября 2020 года он был продлён на один год. Его дебют в НХЛ состоялся 14 января 2021 года, когда он одержал победу по буллитам со счётом 4:3 над «Аризоной Койотис». 18 февраля 2021 года он записал на свой счёт первое очко в овертайме, проиграв «Сент-Луису» со счётом 2:3. 14 июня 2021 года он подписал контракт с «Сан-Хосе Шаркс» на один год. Он забил свой первый гол в НХЛ 26 января 2022 года, одержав победу со счётом 4:1 над «Вашингтон Кэпиталз».
13 июля 2022 года, будучи свободным агентом «Шаркс», Мелош подписал однолетний контракт на сумму 950 000 долларов с «Калгари Флэймз». В сезоне 2022/23 перешёл в клуб АХЛ «Калгари Рэнглерс», где в ходе регулярного чемпионата набрал 21 очко в 64 матчах.
По окончании срока действия своего контракта Мелош покинул «Калгари Флэймз», в августе 2023 года согласился на профессиональный пробный контракт с «Коламбус Блю Джекетс». После посещения тренировочного лагеря Мелошу не удалось заключить контракт, и «Коламбус» попрощался с игроком во время предсезонной подготовки. 4 октября 2023 года Мелош принял предложение от клуба КХЛ «Салавата Юлаева» из российкого города Уфа. Николас Мелош присоединился к команде в середине сезона, и в оставшихся 40 матчах регулярного чемпионата набрал 18 очков (5+13).

## Достижения
- Обладатель кубка Глинки Гретцки (U18) (2014)